# Regina Schmidt-Kühner
Regina Schmidt-Kühner (* 7. April 1955 in Göttingen) ist eine baden-württembergische Politikerin der SPD. Sie war von 2001 bis 2006 in der 13. Wahlperiode Mitglied des Landtags von Baden-Württemberg.

## Ausbildung und Beruf
Nach dem Abitur in Göttingen studierte Regina Schmidt-Kühner ab 1973 Mathematik und Informatik an der Universität Karlsruhe. Ab 1987 arbeitete sie bei der PTV Planung Transport Verkehr AG in Karlsruhe als Softwareentwicklerin. Dort ist sie freigestellte Vorsitzende des Betriebsrats.

## Politische Tätigkeit
Regina Schmidt-Kühner ist seit 1975 Mitglied der SPD. Seit 2008 ist sie Beisitzerin im Kreisvorstand des SPD-Kreisverbands Karlsruhe Stadt. In der 13. Wahlperiode von 2001 bis 2006 war sie über das Direktmandat im Wahlkreis Karlsruhe II Mitglied des Landtags von Baden-Württemberg. Am 6. Mai 2010 wurde sie von einer Mitgliederversammlung der SPD Karlsruhe erneut zur Landtagskandidatin für den Wahlkreis Karlsruhe II nominiert. Bei der anschließenden Landtagswahl verfehlte sie jedoch den Einzug in den Landtag.

## Sonstige Mitgliedschaften und Ämter
Regina Schmidt-Kühner trat 1976 in die Naturfreunde ein. Von 1985 bis 1991 war sie Bundesjugendleiterin der Naturfreundejugend Deutschlands und von 1992 bis 2006 Vorsitzende des Landesverbands Baden. Seit 2001 ist sie eine von drei Stellvertretern des Bundesvorsitzenden. 
Des Weiteren ist sie Mitglied der IG Metall.

## Familie und Privates
Regina Schmidt-Kühner ist verheiratet und Mutter von zwei Kindern.